# 小行星22927
小行星22927（22927 Blewett）是一颗绕太阳运转的小行星，为主小行星带小行星。该小行星于1999年10月19日发现。

## 轨道参数
小行星22927的轨道半长轴为364 388 813 km，2.4357541 UA，离心率为0.162。